# Geometrijsko središte Slovenije
Geometrijsko središte Slovenije (Geometrijsko središče Slovenije), središnja točka u Sloveniji. Nalazi se kod sela Spodnje Slivne na nadmorskoj visini od 644 metra. Leži u oćini Litiji. Koordinate Geossa su 46° 07' 11,8" S in 14° 48' 55,2" I. 
Poznatije je obližnje selo Vače, što bijaše naseljeno još od halštatske ere, gdje je pronađena i takozvana vaška situla.
Zbog svoje pozicije, na brdu, GEOSS je meta izletnika i biciklista.